# Cantón de Réalmont
El cantón de Réalmont era una división administrativa francesa, que estaba situada en el departamento de Tarn y la región de Mediodía-Pirineos.

## Composición
El cantón estaba formado por dieciséis comunas:
- Dénat
- Fauch
- Labastide-Dénat
- Laboutarie
- Lamillarié
- Le Travet
- Lombers
- Orban
- Poulan-Pouzols
- Réalmont
- Ronel
- Roumégoux
- Saint-Antonin-de-Lacalm
- Saint-Lieux-Lafenasse
- Sieurac
- Terre-Clapier

## Supresión del cantón de Réalmont
En aplicación del Decreto nº 2014-170 de 17 de febrero de 2014, el cantón de Réalmont fue suprimido el 22 de marzo de 2015 y sus 16 comunas pasaron a formar parte; catorce del nuevo cantón de Alto Dadou y dos del nuevo cantón de Saint-Juéry.